# Estelle Cascarino
Estelle Cascarino, född 5 februari 1997 i Saint-Priest, Frankrike, är en professionell fotbollsspelare som spelar som försvarare för Serie A Femminile-klubben Juventus och Frankrikes landslag.
Cascarino är tvillingsyster till Delphine Cascarino som också spelar fotboll professionellt som mittfältare. De får ofta frågan, men de är inte släkt med den tidigare spelaren Tony Cascarino från Irland. 